# Kościół Narodzenia Najświętszej Maryi Panny w Poniecu
Kościół Narodzenia Najświętszej Maryi Panny – rzymskokatolicki kościół parafialny znajdujący się w mieście Poniec, przy ulicy Tadeusza Kościuszki i należący do dekanatu krobskiego w archidiecezji poznańskiej.

## Historia kościoła
Jest to kościół gotycki, orientowany, murowany z cegły w układzie polskim, otynkowany, wzniesiony na planie silnie wydłużonego prostokąta z XV wieku z wieżą klasycystyczną o dwóch kondygnacjach, rozczłonkowaną gzymsami, pilastrami i boniowaniem, zakończoną belkowaniem z ząbkami i półkolistymi frontonami z 1800, wzniesioną z fundacji Maksymiliana Mielżyńskiego pisarza wielkiego koronnego. Wewnątrz świątyni znajdują się: chrzcielnica z 1501 i nagrobek Mikołaja Zawadzkiego z XVI wieku, na zewnątrz mieści się późnorenesansowy nagrobek marmurowy Jana Rydzyńskiego z polskim napisem.